# Digitaria cuyabensis
Digitaria cuyabensis är en gräsart som först beskrevs av Carl Bernhard von Trinius, och fick sitt nu gällande namn av Parodi. Digitaria cuyabensis ingår i släktet fingerhirser, och familjen gräs. Inga underarter finns listade i Catalogue of Life.